# Alain de Sérigny
Le comte Alain de Sérigny (né Alain Le Moyne de Sérigny le 18 février 1912 à Nantes et mort le 16 mai 1986 à Paris 16e) est un ancien vice-président de l'Assemblée algérienne, et le directeur du grand quotidien « L'Écho d'Alger » de 1941 à 1961. Il fut toute sa vie un ardent défenseur de l'Algérie française.

## Biographie

### Origine et famille
Il est issu de la famille Le Moyne, noble, qui s'est principalement illustrée dans l'histoire de la Nouvelle-France. 

### Premières années
Durant ses premières années, Alain de Sérigny suit les traces de son père en devenant secrétaire-général de l'agence d'Alger de la Compagnie générale transatlantique pendant l'entre-deux-guerres.

### Débuts dans la presse
En février 1941, Jacques Duroux lui confie la direction politique de L'Écho d'Alger dont il est propriétaire. Cet ancien sénateur du parti radical vient en effet de subir une attaque cérébrale qui le rend inapte à diriger lui-même le journal. C'est grâce à l'intercession de son beau-frère Jean Duroux, fils de Jacques Duroux, qu'Alain de Sérigny est nommé à ce poste important. En 1942, Jean Duroux devient propriétaire de L'Écho d'Alger.
Durant la Seconde Guerre mondiale, le journal jouit d'une popularité croissante, passant de quelque 20 000 exemplaires en 1941 à un tirage oscillant entre 25 000 et 40 000 en 1944.
Le 11 novembre 1942, Henri d'Orléans, prétendant orléaniste au trône de France, le rencontre afin d'évaluer « les réactions de l’opinion publique au cas où le poste de haut-commissaire serait offert [au comte de Paris] », ce qui atteste de la position centrale occupée par Alain de Sérigny dans le monde de la presse algérienne. En effet, le comte de Paris s’efforçait à ce moment-là de rapprocher les généraux Charles de Gaulle et Henri Giraud afin de jouer un rôle politique dans la France libre.
Après le Débarquement allié en Afrique du Nord, Alain de Sérigny est un moment inquiété pour ses positions maréchalistes. En effet il a notamment reçu la Francisque du Régime de Vichy. A l'automne 1943, le journal rival Alger républicain, proche du Parti communiste français, lance une campagne de presse contre lui. Jean Pierre-Bloch évite alors à L'Écho d'Alger une première confiscation, mais ses biens sont tout même placés sous séquestre. Alors qu'il continue de paraître, le journal échappe en 1945 à une deuxième confiscation au profit d'Alger républicain quand le communiste Paul Tubert accède à la mairie d'Alger. C'est l'intervention de Marc Rucart, député radical, qui sera déterminante pour le sauver. En contrepartie, le journal ouvre ses pages à Marc Rucart qui s'en servira occasionnellement de tribune.
Le journaliste Paul Louis Bret s'oppose toutefois aux accusations de collaboration portées contre Alain de Sérigny. D'après lui, à L'Écho d'Alger « la dévotion au Maréchal était anti-allemande et pro-anglo-saxonne, [et il] en était bien autrement à la Dépêche où, dès ma première visite, je sentis la nécessité de mesurer la portée de mes moindres paroles ». La Dépêche algérienne est d'ailleurs interdite en 1945, ce qui permet à Sérigny de récupérer une partie de son lectorat.

### Défense de l'Algérie Française
À la suite des Massacres de Sétif, Guelma et Kherrata, Alain de Sérigny fait adopter à L'Écho d'Alger une position ferme à l'encontre des indépendantistes algériens. En 1946, il conseille René Mayer pour les élections législatives françaises de 1946 à Constantine.
C'est à partir du discours sur le premier collège du Général de Gaulle (prononcé le 18 août 1947) qu'Alain de Sérigny décide de se rallier à lui. Il le soutient notamment au cours de la campagne des municipales de 1947. Les deux hommes sont en effet unis dans l'opposition aux propositions les plus libérales du Statut de 1947. En 1948, il est élu député à l'Assemblée algérienne avec l'étiquette Rassemblement du peuple français. Pour autant, il déclare n'être pas entièrement un gaulliste. Il prend également la vice-présidence de l'Assemblée algérienne. Avec l'aide de Jacques Chevallier, il contribue ensuite à former une liste d'opposition à celle d'Henri Borgeaud pour les élections législatives françaises de 1951, comme le Général le leur avait demandé. Tout en étant un tenant de la présence française en Algérie, il s'oppose donc à un des chefs du lobby colonial. Il souligne dans son journal la différence entre « les défenseurs sincères de l’Algérie française » et « les tenants d’un consortium d’intérêts ». De Gaulle ambitionne alors de faire de Sérigny l'un de ses relais durables en Algérie.
En février 1956, après la Journée des tomates qui a vu Guy Mollet chahuté par les pieds-noirs, il conseille à ce dernier certains éléments de langages pour son intervention à la radio. Le Président du Conseil y déclare notamment : « Si l’Algérie devait être perdue pour la France, il n’y aurait plus d’Algérie, mais il n’y aurait plus de France. ».
En avril 1958, il s'entretient avec Jacques Soustelle qui l'assure de la volonté du Général de conserver l'Algérie à la France. Aussi, profitant de la crise ministérielle, il publie le 11 mai un éditorial dans L'Écho d'Alger où il en appelle à Charles de Gaulle pour assumer le pouvoir. Cet article influence fortement le général Massu qui réclamera également le retour de de Gaulle dans son discours du 14 mai, au moment de la crise de mai 1958. Les activistes algériens du Comité des sept sont alors pris de vitesse dans leur tentative d'insurrection appuyée par l'armée.
Après le retour du Général, il tente de se présenter aux élections législatives françaises de 1958 mais les comités de salut public chargés d'établir les listes de candidats officiels pour le ministre de l'Information Jacques Soustelle l'écartent en raison de son passé maréchaliste.

### Opposition au Général de Gaulle

#### Semaine des barricades
L'évolution (ou la clarification) graduelle des positions du Général de Gaulle à propos de la question algérienne pousse progressivement Alain de Sérigny dans l'opposition.
Il critique la position du gouvernement dans ses éditoriaux et contribue à faire monter la température dans l'opinion algéroise à la veille de la Semaine des barricades de janvier 1960. Durant ces évènements, des activiste pro-Algérie française déclenchent des émeutes et se barricadent au centre d'Alger.

#### Procès des barricades
À la suite de ces évènements, Alain de Sérigny est poursuivi en justice en novembre 1960. Il est par ailleurs le seul journaliste à être inquiété par la justice dans cette affaire. On l'accuse d'être complice d'attentat à la sûreté de l'état, en particulier par le biais de ses éditoriaux qui auraient suscité une atmosphère propice à la révolte. Il soupçonne de Gaulle d'avoir ordonné sa mise en accusation par vengeance personnelle.
Il est défendu par l'avocat Jacques Isorni. Ce dernier bâtit une partie de la défense sur le fait que tous les éditoriaux de Sérigny ont été soumis à une censure préalable de la part du gouvernement et qu'il n'y a donc pas lieu de lui reprocher d'avoir jeté de l'huile sur le feu. Philippe Thibaud, chargé de l’information au cabinet de Paul Delouvrier, témoigne que si chaque article pris isolément « ne dépassait pas la limite du tolérable » et ne nécessitait pas la saisie, « l’accumulation de ces articles n’avait pu que jouer un rôle nocif pour monter l’atmosphère algéroise avant le 24 janvier ». Pierre Joxe, qui était alors censeur de L'Écho d'Alger, témoigne avoir parfois « laiss[é] passer des choses, car Sérigny est assez fort pour diffuser ses idées entre les lignes », ce à quoi Jacques Isorni rétorque : « Des points blancs formant un tableau noir ! ».
Au cours du procès, Alain de Sérigny demande au maréchal Alphonse Juin de témoigner pour lui. Ce dernier fait la déclaration suivante :

« M. de Sérigny est mon ami, et je lui apporterai le témoignage de ma sympathie. [...] C'est un homme intègre, parfois un peu turbulent, mais qui n'a à coup sûr jamais eu la moindre intention d'attenter à la sûreté de l'État. »

Maître Isorni cherche ensuite à faire avouer au maréchal qu'il soutient la cause de l'Algérie française mais cette manœuvre se solde par un semi-échec, Juin refusant de mettre en cause directement la politique du gouvernement gaulliste.
Alain de Sérigny est finalement acquitté le 3 mars 1961.

#### Putsch des généraux
Durant le putsch des généraux d'avril 1961, L'Écho d'Alger se fait le porte-parole des putschistes.
Alain de Sérigny y publie notamment le 24 avril des documents confidentiels d'un projet de cessez-le-feu unilatéral du gouvernement français concernant sa lutte avec le Front de libération nationale. Ces documents ont été découverts par le capitaine Pompidou et le général Paul Gardy dans les papiers du général de Pouilly (commandant le corps d'armée d'Oran) et communiqués à Sérigny par le général Maurice Challe.
Après l'échec de la révolte, L'Écho d'Alger est supprimé par le gouvernement français le 24 avril 1961 et Alain de Sérigny est interdit de séjour sur le sol algérien. Il confie avec amertume à Jacques Isorni que « en matière d’épuration et de répression, de Gaulle n’a pas perdu la main depuis 1944 » et exprime sa conviction que le Général le poursuit de sa vindicte car il lui doit en partie son retour en mai 1958.

### Fin de vie

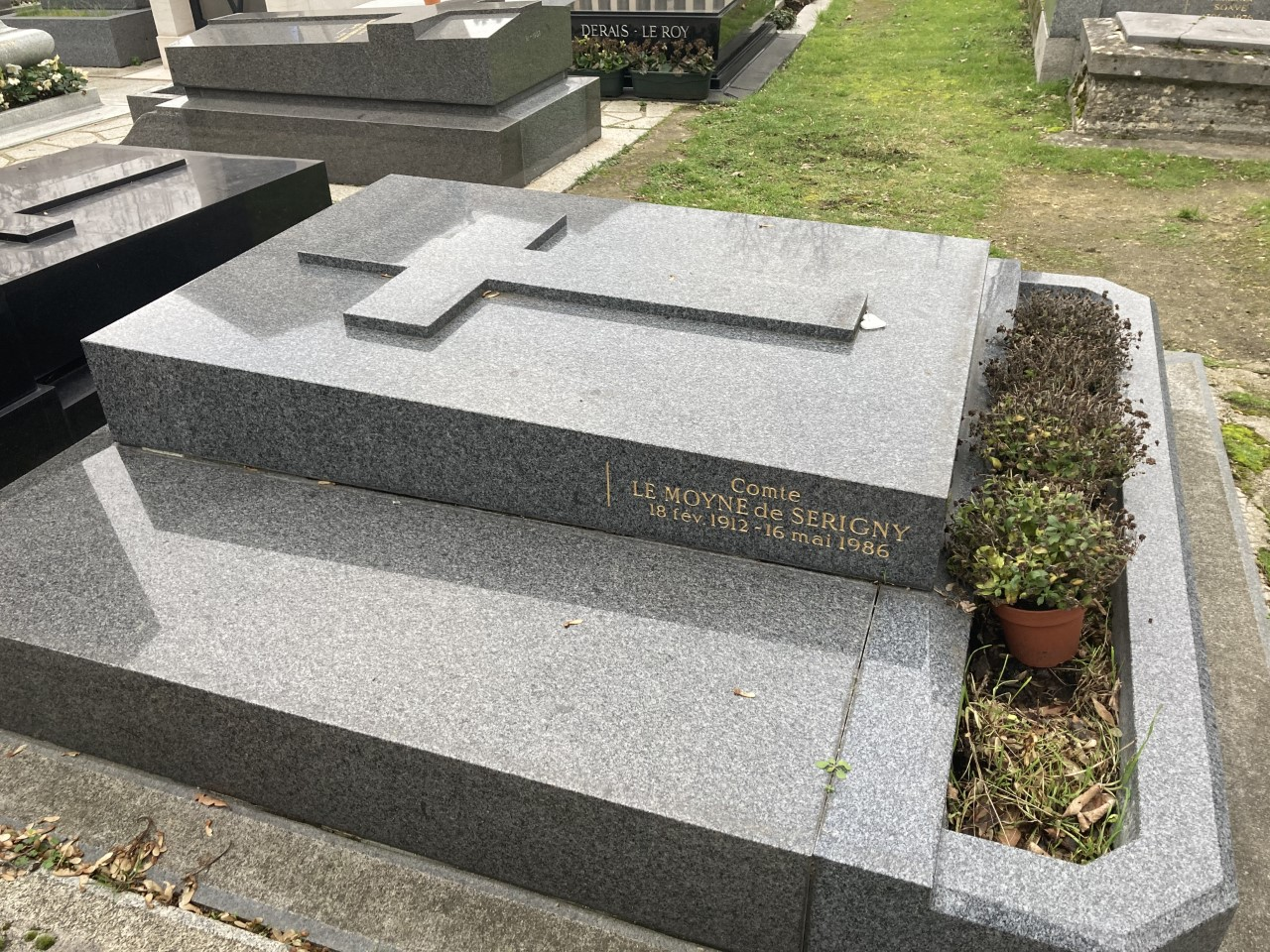
Tombe du comte Alain de Sérigny au cimetière de Passy.

En 1974, Alain de Sérigny publie ses mémoires en deux tomes sous le titre Échos d'Alger.
Il meurt le 16 mai 1986 et il est inhumé au cimetière de Passy. Son épouse est morte en 1993.

## Œuvres
- Échos d’Alger, tome I : Le commencement de la fin, Paris, Presses de la Cité, 1974
- Échos d’Alger, tome II : L’abandon, Paris, Presses de la Cité, 1974